# 孫氏鈍塘鱧
孫氏鈍塘鱧（学名：Amblyeleotris sungami），为輻鰭魚綱鰕虎鱼目鰕虎亞目鰕虎魚科鈍塘鱧屬的其中一種，分布於西印度洋區，從紅海至塞席爾群島海域，體長可達10公分，棲息深度可達15公尺，為底棲性魚類，生活於清澈水域的礁沙混合區，與槍蝦共生，可作為觀賞魚。

## 扩展阅读
維基物種上的相關：孫氏鈍塘鱧